# Florian Handke
Florian Handke (ur. 22 marca 1982) – niemiecki szachista, arcymistrz od 2003 roku.

## Kariera szachowa
W latach 1998–2000 trzykrotnie reprezentował Niemcy na mistrzostwach świata i Europy juniorów w różnych kategoriach wiekowych, najlepszy wynik osiągając w 1999 r. w Oropesa del Mar, gdzie na mistrzostwach świata do 18 lat zajął VIII miejsce. W 2000 r. wystąpił w narodowej drużynie podczas turnieju o Puchar Mitropa. W 2001 i 2002 r. odniósł sukcesy w finałach indywidualnych mistrzostw Niemiec, zdobywając srebrny (Altenkirchen (Westerwald) 2001) i brązowy (Saarbrücken 2002) medal. Podczas tych turniejów wypełnił dwie arcymistrzowskie normy, kolejne (również w 2002 r.) na turniejach w Amsterdamie (turniej Lost Boys, dz. II m. za Loekiem van Welym, wspólnie z Friso Nijboerem i Ivanem Sokolovem) i Hamburgu (dz. II m. za Jonny Hectore, wspólnie z Ivanem Farago i Emanuelem Bergiem). W 2004 r. zwyciężył (wspólnie z Feliksem Lewinem) w Büdelsdorfie oraz zajął III m. (za Władysławem Borowikowem i Olegiem Romaniszynem) w Nettetalu, natomiast w 2006 r. podzielił I m. (wspólnie z Władimirem Burmakinem) w Dos Hermanas.
Najwyższy ranking w dotychczasowej karierze osiągnął 1 lipca 2012 r., z wynikiem 2556 punktów.